# Громов, Владимир Всеволодович
Влади́мир Все́володович Гро́мов (род. 22 июня 1931) — советский и российский учёный-химик, лауреат премии имени В. Г. Хлопина (1989).
Заведующий лабораторией Института физической химии РАН.
Доктор химических наук, доктор физико-математических наук, профессор, академик РАЕН.
Автор 2 научных открытий.

## Награды
Премия имени В. Г. Хлопина (за 1989 год, совместно с В. И. Спицыным, Г. Н. Пироговой) — за цикл работ по радиохимии